# Camper with Emirates Team New Zealand

Logo des Teams

Camper with Emirates Team New Zealand ist ein spanisch-neuseeländisches Segelregattateam, das beim Volvo Ocean Race 2011–2012 teilnahm.

## Teammitglieder
Die segelnde Crew besteht aus folgenden Mitgliedern:
| Name                       | Nationalität | Funktion                   |
| -------------------------- | ------------ | -------------------------- |
| Chris Nicholson            | Neuseeland   | Skipper                    |
| Adam Minoprio              | Neuseeland   | Steuermann, Trimmer        |
| Andrew McLean              | Neuseeland   | Trimmer                    |
| Daryl Wislang              | Neuseeland   | Vorschiffsmann             |
| Hamish Hooper              | Neuseeland   |                            |
| Mike Pammenter             | Südafrika    | Vorschiffsmann, Wachführer |
| Rob Salthouse              | Neuseeland   | Steuermann, Trimmer        |
| Roberto Bermudez de Castro | Spanien      | Steuermann, Trimmer        |
| Stuart Bannatyne           | Neuseeland   |                            |
| Tony Rae                   | Neuseeland   | Steuermann, Trimmer        |
| Will Oxley                 | Neuseeland   | Navigator                  |

## Boot
Die Yacht des Teams gehört gemäß dem Reglement zur VO70-Klasse. Sie wurde von Marcelino Botin entworfen und auf der Werft von Cookson Boats in Neuseeland gebaut. Am 11. April 2011 erfolgte die Jungfernfahrt im Hauraki Gulf. Der Mast stammt von Southern Spars und ist mit Segeln aus dem Hause North Sails bestückt.

## Sponsoren
Haupt- und Titelsponsor des Teams ist der spanische Schuhhersteller Camper. Weiterer Partner ist das Team New Zealand, das auch im America’s Cup aktiv ist, und von der Fluggesellschaft Emirates und den Tourismus- bzw. Wirtschaftsverbänden von Neuseeland unterstützt wird.

## Platzierungen
| Start             | Etappe       | Ort                                      | Zeit    | Platzierung | Punkte |
| ----------------- | ------------ | ---------------------------------------- | ------- | ----------- | ------ |
| 29. Oktober 2011  | In-Port Race | Alicante (Spanien)                       | 1:10:11 | 3           | 4      |
| 30. Oktober 2011  | Pro-Am Race  | Alicante (Spanien)                       |         |             |        |
| 5. November 2011  | Etappe 1     | Alicante – Kapstadt                      |         |             |        |
| 9. Dezember 2011  | Pro-Am Race  | Kapstadt (Südafrika)                     |         |             |        |
| 10. Dezember 2011 | In-Port Race | Kapstadt (Südafrika)                     |         |             |        |
| 11. Dezember 2011 | Etappe 2a    | Kapstadt – unbekannter Hafen A1)         |         |             |        |
|                   | Etappe 2b    | unbekannter Hafen B1) – Abu Dhabi        |         |             |        |
| 12. Januar 2012   | Pro-Am Race  | Abu Dhabi (Vereinigte Arabische Emirate) |         |             |        |
| 13. Januar 2012   | In-Port Race | Abu Dhabi (Vereinigte Arabische Emirate) |         |             |        |
| 14. Januar 2012   | Etappe 3a    | Abu Dhabi – unbekannter Hafen B1)        |         |             |        |
|                   | Etappe 3b    | unbekannter Hafen A1) – Sanya            |         |             |        |
| 17. Februar 2012  | Pro-Am Race  | Sanya (China)                            |         |             |        |
| 18. Februar 2012  | In-Port Race | Sanya (China)                            |         |             |        |
| 19. Februar 2012  | Etappe 4     | Sanya – Auckland                         |         |             |        |
| 16. März 2012     | Pro-Am Race  | Auckland (Neuseeland)                    |         |             |        |
| 17. März 2012     | In-Port Race | Auckland (Neuseeland)                    |         |             |        |
| 18. März 2012     | Etappe 5     | Auckland – Itajai                        |         |             |        |
| 20. April 2012    | Pro-Am Race  | Itajai (Brasilien)                       |         |             |        |
| 21. April 2012    | In-Port Race | Itajai (Brasilien)                       |         |             |        |
| 22. April 2012    | Etappe 6     | Itajai – Miami                           |         |             |        |
| 18. Mai 2012      | Pro-Am Race  | Miami (USA)                              |         |             |        |
| 19. Mai 2012      | In-Port Race | Miami (USA)                              |         |             |        |
| 20. Mai 2012      | Etappe 7     | Miami – Lissabon                         |         |             |        |
| 8. Juni 2012      | Pro-Am Race  | Lissabon (Portugal)                      |         |             |        |
| 9. Juni 2012      | In-Port Race | Lissabon (Portugal)                      |         |             |        |
| 10. Juni 2012     | Etappe 8     | Lissabon – Lorient                       |         |             |        |
| 29. Juni 2012     | Pro-Am Race  | Lorient (Frankreich)                     |         |             |        |
| 30. Juni 2012     | In-Port Race | Lorient (Frankreich)                     |         |             |        |
| 1. Juli 2012      | Etappe 9     | Lorient – Galway                         |         |             |        |
| 6. Juli 2012      | Pro-Am Race  | Galway (Irland)                          |         |             |        |
| 7. Juli 2012      | In-Port Race | Galway (Irland)                          |         |             |        |
| Summe             | Summe        | Summe                                    | Summe   | 3           | 4      |

1)statt Abu Dhabi aufgrund der anhaltenden Problematik mit Piraten.